# Децим Хатерий Агрипа
Вижте пояснителната страница за други личности с името Агрипа.
Децим Хатерий Агрипа (на латински: Decimus Haterius Agrippa; † 32 г.) e политик и сенатор на ранната Римска империя.

## Биография
Син е на оратора Квинт Хатерий (суфектконсул 5 пр.н.е.) и Випсания Атика.
Децим Хатерий е през 15 г. народен трибун, а през 17 г. претор. През 22 г. e консул заедно с Гай Сулпиций Галба.
Децим Хатерий се жени около 3 пр.н.е. за Домиция Лепида Старша, дъщеря на Антония Старша и Луций Домиций Ахенобарб и племенница на император Август. Неговият син Квинт Хатерий Антонин e консул 53 г.
Децим Хатерий Агрипа умира през 32 г.